# Roubo a banco

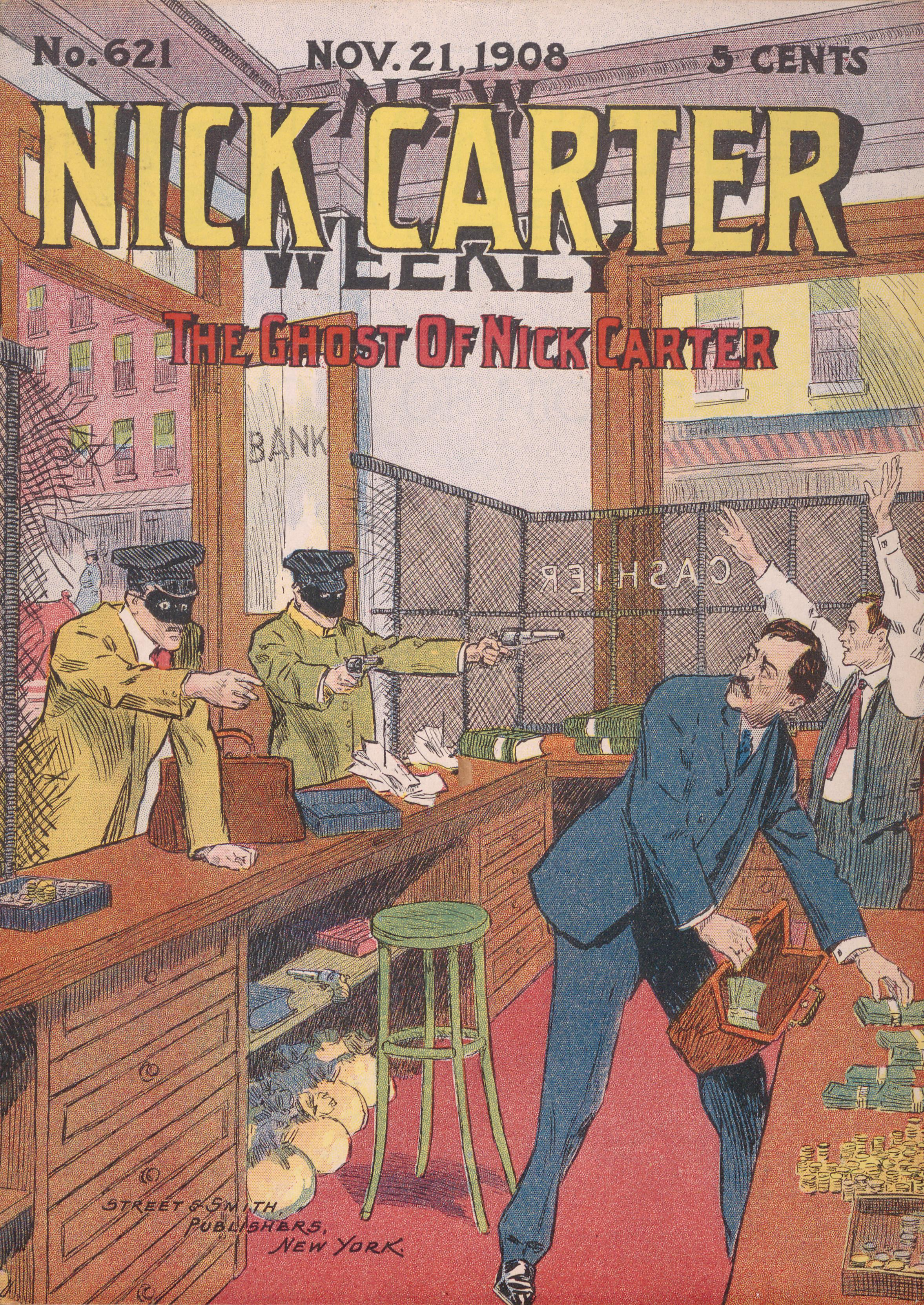
Ilustração de roubo a banco

Roubo a banco é uma modalidade de crime voltada contra as instituições financeiras, em especial às agências bancárias. No Brasil, mais especificamente na cidade de São Paulo, no ano de 2015, duas agências bancárias ou caixas eletrônicos foram roubados na cidade por semana.

## No mundo

### Brasil

#### Banco Central do Brasil.
. Roubo a um banco federal. O fato só foi percebido no início do expediente na segunda-feira dia 8 de agosto. Foi o s e o maior assalto a banco da história do Brasil (não um assalto e sim um furto, uma vez que não houve contato com nenhuma vítima). A escavação para se fazer o túnel que possibilitou a invasão demorou cerca de três meses.
Segundo a Polícia Federal, com base em estimativas a partir do peso das notas roubadas (3,5 toneladas), foram roubados aproximadamente 164 milhões de reais (69.8 milhões de dólares). As notas todas empilhadas chegariam a uma altura de quase 33 metros.

#### Banco Itaú Unibanco em São Paulo
O Assalto à agência 2762 do Banco Itaú Unibanco na Avenida Paulista foi um crime ocorrido em São Paulo (SP), Brasil, na noite entre os dias 27 e 28 de agosto de 2011. Na ocasião, uma quadrilha de assaltantes subtraiu da agência uma quantia estimada entre 250 e 500 milhões de reais, o que tornou este crime no maior assalto à banco já realizado na história do Brasil, superando inclusive o assalto ao Banco Central do Brasil em Fortaleza (CE), ocorrido em 2005.